# Masubi (sopka)

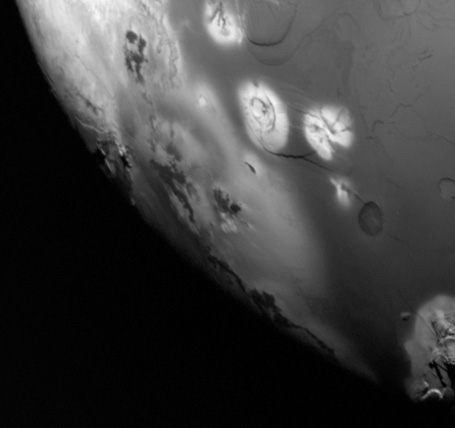
Pohled na sopku Masubi (v levé dolní části snímku)

Masubi je aktivní sopka na Jupiterově měsíci Io. Nachází se na polokouli přivrácené k Jupiteru, její souřadnice jsou 49,6 stupňů jižní šířky, 56,18 stupňů západní délky. Leží v jasném regionu Tarsus Regio. Objevena byla v roce 1979, kdy sonda Voyager 1 pozorovala sopečný oblak stoupající z této oblasti. Oblak ale nebyl tak trvalý jako u sopek Prometheus a Amirani. Vyjma explozivní sopečné činnosti vytvářející sopečná oblaka, Masubi produkuje i jedny z největších lávových proudů, které je možné na povrchu Io pozorovat. Aktivní byly lávové proudy minimálně mezi roky 1999 a 2007. Mezinárodní astronomická unie pojmenovala sopku Masubi podle japonského boha ohně. 

## Voyager 1
Sopka byla poprvé pozorována v březnu 1979 sondou Voyager 1 během průletu sondy kolem Jupitera. Sonda tehdy zpozorovala 64 kilometrů vysoký a 177 kilometrů široký sopečný oblak stoupající nad povrch měsíce, který byl složen převážně z oxidu siřičitého. Oproti jiným sopkám na měsíci, kde sopečný oblak vystupuje nad centrálním kráterem, tak tady mračno vznikalo poblíž severního konce 501 kilometrů dlouhého lávového proudu. Snímky pořízené sondou Voyager 1 v době největšího přiblížení mají rozlišení 2 km na pixel a ukazují lávový proud ve tvaru písmene v na severním konci spojený se zdrojem sopečného oblaku. Nasnímaný sopečný oblak má dva laloky, což naznačuje, že existovaly dva zdroje na lávovém poli a dvě místa, kde došlo k erupci. Jednalo se o nejslabší ze sopečných oblaků pozorovaných při tomto průletu. 

## Galileo
Sonda Galileo pozorovala sopečnou činnost v oblasti Masubi při několika průletech kolem měsíce v 90. letech 20. století, ale nepozorovala trvalou horkou skvrnu. Při rozšířené misi mezi roky 1999 a 2001 pozorovala sonda v oblasti sopečný oblak, další oblak, menší než ten předchozí, pozorovala také v roce 1997. V obou případech pocházely oblaky z některé části lávového proudu a ne z centrálního kráteru sopky. To přivedlo vědce k domněnce, že vytékající láva se dostává na okrajích lávového proudu do kontaktu s ledem oxidu siřičitého, který ohřívá, což následně způsobuje explozivní erupce. V roce 1998 pozorovali astronomové ze Země v oblasti vysokoteplotní erupci.

## New Horizons
Naposledy byla sopka pozorována sondou New Horizons v roce 2007. V průběhu průletu sonda pozorovala dva sopečné oblaky v oblasti lávových proudů sopky. Jeden z nich byl pozorován u severního okraje proudu a byl označen za hlavní zdroj, druhý byl ve středu proudu. Tyto dva oblaky byly vysoké 80 respektive 70 kilometrů. Sonda v oblasti pozorovala také 240 kilometrů dlouhý lávový proud, největší nový lávový proud, který byl zaznamenán. Oba sopečné oblaky vycházejí ze severního a jižního konce tohoto lávového proudu. Spad z oblaků produkuje dvě lalokovité tmavé oblasti v jeho okolí. 
Nové obrázky také odhalily, že viditelnost staršího lávového proudu se mění v závislosti na fázovém úhlu pozorovatele. Starší proudy jsou téměř neviditelné při nízkých fázových úhlech, naopak při vysokých jsou pozorovatelné. To může být způsobeno zmrzlým oxidem siřičitým, který zakrývá zchlazené lávové proudy. Nicméně vrstva zmrzlého oxidu siřičitého není nejspíše dostatečně silná k tomu, aby zcela zakryla strukturu pozorovaného proudu.